# Tyler Rebbe
Tyler Rebbe (Thousand Oaks, ...) è un musicista e bassista statunitense che lavora principalmente in ambito punk rock sin dalla seconda metà degli anni '80.
I due gruppi principali per i quali Tyler ha suonato sono i Pulley (1997-presente) ed i Death By Stereo, ai quali si è unito nel 2005 dopo l'abbandono del bassista originale Paul Miner. Recentemente, Tyler è stato allontanato da quest'ultimo gruppo, ma in circostanze amichevoli.
Altre band per le quali Tyler ha suonato sono Crucifer (1989-1991), Floodgoat (1992-1994), Budget (1994-1998), Mooselodge (2000-2002), Short Track (2002-2003) ed Hot Potty, quest'ultima insieme a Brooks Wackerman dei Bad Religion (2003-presente).